# Toyota Stadium (Texas)
Toyota Stadium este un stadion specific de fotbal, cu o capacitate de 20.500 de locuri, construit și deținut de orașul Frisco, Texas. Principalii chiriași sunt echipa din Major League Soccer (MLS), FC Dallas, care s-a mutat de pe Cotton Bowl din Dallas și Frisco Independent School District. Este, de asemenea, locul unde se va afla National Soccer Hall of Fame, ceremonia de deschidere având loc în timpul iernii 2018.

## Istoria
Stadionul, situat în Frisco, Texas, a costat aproximativ 80 milioane de dolari americani și a fost deschis pe 6 august 2005, cu un meci între FC Dallas și MetroStars, care s-a încheiat cu o remiză 2-2. În momentul proiectării, capacitatea inițială a stadionului era de 20.500 de locuri având un design în formă de U, unul din capetele stadionului având o scenă permanentă pentru găzduirea concertelor. Ca multe dintre stadioanele specifice fotbalului construite în SUA, este de așteptat ca stadionul să aibă venituri semnificative prin găzduirea de concerte de dimensiuni medii, precum și diverse alte evenimente sportive, cum ar fi jocurile de fotbal american între licee. Stadionul include 18 apartamente de lux, precum și un club privat de 560 de metri pătrați.
Stadionul a găzduit finala Cupei MLS 2005, când LA Galaxy a învins New England Revolution cu 1-0 în prelungiri câștigând cea de-a doua cupă MLS. A fost, de asemenea, ales pentru a găzdui Cupa MLS din 2006, care s-a încheiat 1-1 după prelungiri, iar Houston Dynamo a învins New England Revolution cu 4-3 la loviturile de departajare. În 2016, FC Dallas a găzduit și a câștigat finala Cupei US Open, împotriva New England Revolutions.

## Complex
Complexul are în plus, în afara stadionului principal, 17 terenuri de fotbal (cu iarbă și gazon artificial). Aceste terenuri sunt folosite pentru antrenament de către FC Dallas, pentru meciurile echipei de rezervă FC Dallas și pentru găzduirea turneelor de fotbal. Turneele de tineret care s-au organizat includ Cupa Dallas, Campionatele Naționale de Dezvoltare Olimpică, Cupa Generației Adidas și Campionatele Naționale USYSA.

## Numele stadionului
Începând cu 2005 până în ianuarie 2012, drepturile de denumire a facilității au fost deținute de lanțul național de pizza Pizza Hut, care are sediul în Plano, Texas, iar stadionul a fost cunoscut sub numele de Pizza Hut Park. Stadionul mai era cunoscut ca PHP, Hut și Cuptorul, acesta din urmă referindu-se la climatul de vară al Texasului în timpul jocurilor de după-amiază (și pentru că terenul este mult sub nivelul solului). La 7 ianuarie 2012, contractul care lega franciza de pizza cu stadionul a expirat, iar stadionul a fost redenumit FC Dallas Stadium.
Pe 10 septembrie 2013, FC Dallas a ajuns la un acord cu Toyota, care își va muta mai târziu sediul său din Statele Unite la Plano, pentru a-și redenumi stadionul Toyota Stadium. Cele 17 terenuri de antrenament din jurul stadionului sunt cunoscute sub denumirea de Toyota Soccer Center.

## National Soccer Hall of Fame
La 14 octombrie 2015, s-a anunțat că stadionul va fi locul unde își va avea sediul National Soccer Hall of Fame. Pe lângă muzeu, stadionul va suferi o gamă largă de renovări, ca parte a unei propuneri de 39 milioane de dolari. Îmbunătățirile la stadion includ un club privat de 280 metri pătrați pentru a deservi aproximativ 1.800 de membri, scaune noi, un nou magazin al echipei, o zona de 650 de metri pătrați cu bar, îmbunătățiri suplimentare ale echipamentului video și audio de-a lungul stadionului.